# Durian Puloan
Durian Puloan is een bestuurslaag in het regentschap Serdang Bedagai van de provincie Noord-Sumatra, Indonesië. Durian Puloan telt 194 inwoners (volkstelling 2010).